# Louis Abraham Gruson
Louis Abraham Gruson (* 19. Dezember 1793 in Neustadt bei Magdeburg; † 25. April 1870 in Magdeburg) war ein deutscher Ingenieur.

## Leben
Gruson wurde als Sohn des Färbers und Ratmanns Jacob Gruson geboren. Nach dem Besuch der Kadettenschule besuchte er die Artillerie- und Genieschule in Kassel. 
Als preußischer Ingenieur-Major verließ er die Armee. Anschließend war er von 1838 bis 1840 Ober-Ingenieur beim Bau der Magdeburg-Leipziger Eisenbahn.
Einer seiner Söhne war Hermann Gruson.